# Vern Barberis

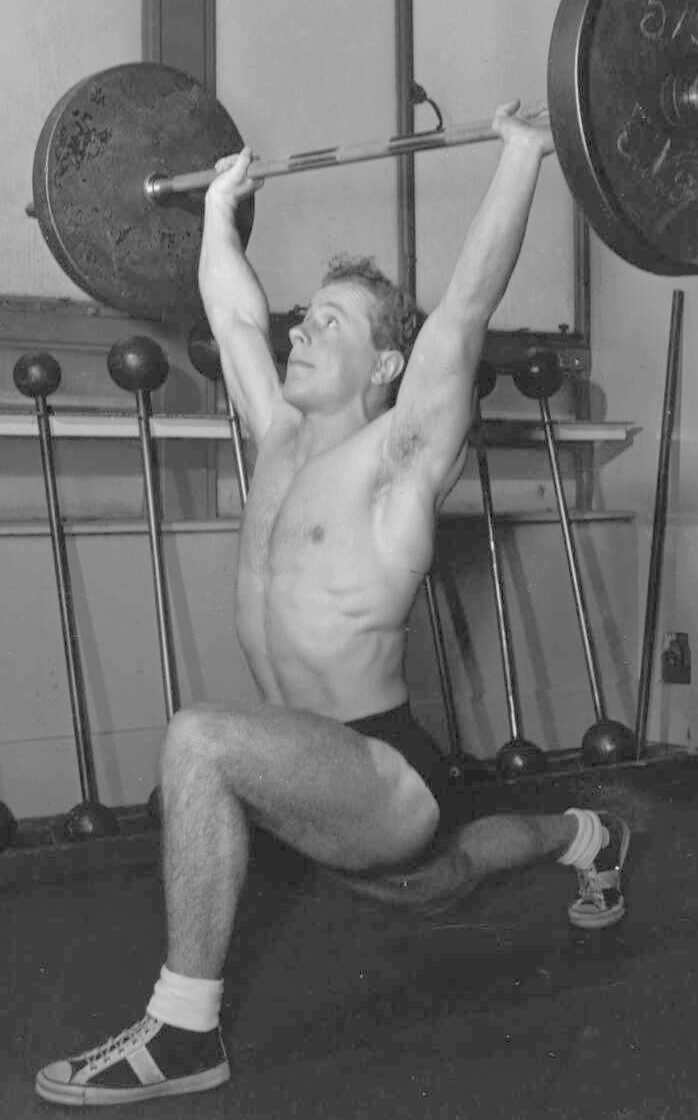
Vern Barberis

Verdi „Vern“ Barberis (* 27. Juni 1928 in Melbourne; † 6. Januar 2005 in Albury, New South Wales) war ein australischer Gewichtheber. Er gewann bei den Olympischen Spielen 1952 in Helsinki eine Bronzemedaille im olympischen Dreikampf (OD) im Leichtgewicht. 

## Werdegang
Vern Barberis wuchs in Melbourne auf und begann dort als Jugendlicher mit dem Gewichtheben. Er studierte an der Universität Melbourne. Nach seiner aktiven Zeit war er von 1969 bis 1971 Präsident des australischen Gewichtheber-Verbandes. Am 30. August 2000 wurde er von der australischen Regierung wegen seiner Verdienste um das Gewichtheben mit der Australian Sports Medal geehrt.
1949, also im Alter von 19 Jahren, wurde er australischer Meister im Leichtgewicht und erzielte dabei mit 332,5 kg im olympischen Dreikampf eine Leistung, die ihm bei der Weltmeisterschaft dieses Jahres im holländischen Scheveningen eine Medaille eingebracht hätte, wenn er dort hätte starten können. 1950 gewann Vern Barberis bei den British Empire Games in Auckland im Leichtgewicht mit 330 kg (95-100-135) mit der Bronzemedaille seine erste Medaille bei einer internationalen Meisterschaft.
Bei der australischen Meisterschaft 1951 steigerte er sich im OD im Leichtgewicht auf 347,5 kg (100-107,5-140) und gehörte damit zum erweiterten Favoritenkreis für die Olympischen Spiele 1952 in Helsinki. In Helsinki rechtfertigte er diese Einschätzung und gewann mit 350 kg (105-105-140) hinter Thomas Kono aus den Vereinigten Staaten und Jewgeni Lopatin aus der Sowjetunion die Bronzemedaille. 
1953 hielt sich Vern Barberis längere Zeit in Europa auf. Er startete in dieser Zeit bei einem internationalen Turnier in Den Haag und siegte dort im Leichtgewicht mit 340 kg (100-105-135). Anschließend startete er auch bei den Welt-Jugend-Festspielen in Bukarest, wo er im Leichtgewicht im OD 337,5 kg erzielte und damit hinter Nikolai Kostylew aus der Sowjetunion, der auf 350 kg kam, den 2. Platz belegte. Schließlich nahm er an der Weltmeisterschaft in Stockholm teil. Er erzielte dort im Leichtgewicht im OD 340 kg (97,5-105-137,5) und verpasste mit dieser Leistung mit dem 4. Platz knapp die Medaillenränge. 
1954 siegte Vern Barberis bei den British Empire & Commonwealth Games in Vancouver. Er erzielte dabei im Leichtgewicht im OD 347,5 kg (105-107,5-135). An der Weltmeisterschaft 1954 in Wien und an der Weltmeisterschaft 1955 in München nahm er nicht teil, obwohl er auch dort zu den Medaillenkandidaten gezählt hätte.
Seinen letzten Start bei einer großen internationalen Meisterschaft absolvierte er dann bei den Olympischen Spielen 1956 in seiner Heimatstadt Melbourne. Er erzielte dort im OD im Leichtgewicht mit 347,5 kg (105-105-137,5) seine Standardleistung. Doch hatte sich in der Zwischenzeit das Gewichtheben enorm weiterentwickelt, sodass diese Leistung für Vern Barberis nur mehr zum 11. Platz reichte.
Danach beendete er seine Gewichtheberkarriere.

## Internationale Erfolge
| Jahr | Platz  | Wettbewerb                                             | Gewichtsklasse | Ergebnis |
| 1950 | 3.     | British Empire Games in Auckland, Neuseeland           | Leicht         | mit 330 kg (95-100-135) hinter James Halliday, England, 342,5 kg und Thong Saw Pak, Malaya, 332,5 kg                                                                                       |
| 1952 | Bronze | Olympische Sommerspiele 1952/Gewichtheben in Helsinki  | Leicht         | mit 350 kg (105-105-140) hinter Thomas Kono, USA, 362,5 kg (105-117,5-140) und Jewgeni Lopatin, Sowjetunion, 350 kg (100-107,5-142,5)                                                      |
| 1953 | 1.     | Internationales Turnier in Den Haag                    | Leicht         | mit 340 kg (100-105-135) vor Ouwerling, Niederlande, 327,5 kg (95-100-132,5) |
| 1953 | 2.     | Welt-Jugend-Festspiele in Bukarest                     | Leicht         | mit 337,5 kg hinter Nikolai Kostylew, Sowjetunion, 350 kg, vor Robert Belza, Tschechoslowakei, 317,5 kg                                                                                    |
| 1953 | 4.     | Weltmeisterschaften im Gewichtheben 1953 in Stockholm  | Leicht         | mit 340 kg (97,5-105-137,5) hinter Peter George, USA, 370 kg (105-115-150), Dimitri Iwanow, Sowjetunion, 365 kg (112,5-115-137,5) und Said Khalifa Gouda, Ägypten, 355 kg (97,5-115-142,5) |
| 1954 | 1.     | British Empire & Commonwealth Games in Vancouver       | Leicht         | mit 347,5 kg (105-107,5-135) vor George Nicholls, Barbados, 345 kg und Jan Pieterse, Südafrika, 332,5 kg                                                                                   |
| 1956 | 11.    | Olympische Sommerspiele 1956/Gewichtheben in Melbourne | Leicht         | mit 347,5 kg (105-105-137,5); Sieger: Igor Rybak, Sowjetunion, 380 kg (110-120-150) vor Rafael Schabutinow, Sowjetunion, 372,5 kg (125-110-137,5)                                          |

## Australische Meisterschaften
Vern Barberis gewann zwischen 1949 und 1956 siebenmal den australischen Meistertitel im OD im Leicht- bzw. im Mittelgewicht
Erläuterungen
- Leichtgewicht, damals Gewichtsklasse bis 67,5 kg, Mittelgewicht bis 75 kg Körpergewicht